# SN 1996ab
SN 1996ab – supernowa typu Ia odkryta 21 maja 1996 roku w galaktyce A152108+2755. Jej maksymalna jasność wynosiła 19,47m.